# Kanilai Game Park
Der Kanilai Game Park ist ein Wildreservat (oder Safaripark) im westafrikanischen Staat Gambia. Er liegt rund acht Kilometer südlich der South Bank Road bei dem Ort Kanilai in der Nähe der Sindola Safari Lodge.
Im Reservat, das die Vegetation einer Guinea-Savanne hat, leben unter anderem Nilkrokodile, Zebras, Nashörner, Löwen, Giraffen und andere Tiere. Unter den Primaten sind Husarenaffen und die Westliche Grünmeerkatze zu finden.
Das Wildreservat ist auf Initiative des Präsidenten Yahya Jammeh entstanden, der bei Kanilai aufgewachsen ist und dort auch seine Residenz hatte. Der Park wurde auch deswegen als der Privatzoo des Präsidenten angesehen.